# 159 Aemilia
159 Aemilia este un asteroid din centura principală, descoperit pe 26 ianuarie 1876, de Paul Henry.